# Júlio Moreira
Júlio Moreira (* 29. Dezember 1929 in Lissabon; † 14. Januar 2024 ebenda) war ein portugiesischer Schriftsteller.

## Leben
Moreira absolvierte ein Studium der Agronomie und der Architektur. In den 1950er Jahren begann er, literarisch tätig zu sein. Ab den 1960er Jahren wurden seine Werke veröffentlicht, vor allem in Literaturzeitschriften.
Auf Deutsch erschien als einziges Werk (Stand 2020) der Roman Requiem für einen Bösewicht, welcher den portugiesischen Originaltitel A barragem (Der Staudamm) trägt. Die Encyclopædia Britannica bezeichnet ihn als originellsten Roman des Jahres 1993.

## Werke (Auswahl)
- A barragem, dt. Requiem für einen Bösewicht. Übersetzt von Thomas Brovot. Beck und Glückler, Freiburg 1997, ISBN 3-89470-219-2.
- Férias de Verão
- A Grande Viagem dos Homens através do Tempo e do Espaço
- O Regresso dos Faraós
- Auto dos Drogadinhos
- O Apóstolo de Si